# Campionati mondiali universitari di karate
I Campionati mondiali universitari di karate (World University Karate Championships) sono una competizione mondiale per karateka iscritti all'università, organizzata dalla Federazione internazionale sport universitari (FISU), che si tengono periodicamente con cadenza biennale. La prima edizione si è svolta nel 1998.

## Edizioni
| Edizione | Anno | Citta      | Nazione     |
| -------- | ---- | ---------- | ----------- |
| 1ª       | 1998 | Lilla      | Francia     |
| 2ª       | 2000 | Kyoto      | Giappone    |
| 3ª       | 2002 | Puebla     | Messico     |
| 4ª       | 2004 | Belgrado   | Serbia      |
| 5ª       | 2006 | New York   | Stati Uniti |
| 6ª       | 2008 | Breslavia  | Polonia     |
| 7ª       | 2010 | Podgorica  | Montenegro  |
| 8ª       | 2012 | Bratislava | Slovacchia  |
| 9ª       | 2014 | Antivari   | Montenegro  |
| 10ª      | 2016 | Braga      | Portogallo  |
| 11ª      | 2018 | Kōbe       | Giappone    |